# Berberis tenuifolia
Berberis tenuifolia är en berberisväxtart som beskrevs av John Lindley. Berberis tenuifolia ingår i släktet berberisar, och familjen berberisväxter. Inga underarter finns listade i Catalogue of Life.